# Хаурани, Акрам
Акрам аль-Хаурани (араб. أكرم الحوراني‎; 1912—1996) — сирийский политик, радикал, во второй половине 40-х — начале 60-х годов XX века занимал ряд государственных должностей, в том числе, был спикером сирийского парламента, министром сельского хозяйства и обороны, одним из вице-президентов Объединённой Арабской Республики; оказывал серьёзное влияние на сирийскую политику.

## Личная жизнь
Родился в 1912 (по другим данным — в 1911 или 1910) в городе Хама, в семье Рашида Мухи ад-Дина аль-Хаурани — торговца тканями и мелкого землевладельца, участника движения Аль-Фатат. Отмечают, что значительное влияние на формирование идей Акрама аль-Хаурани оказало политическое бессилие его отца перед влиятельной сирийской аристократией (в 1908 году отец аль-Хаурани выдвигал свою кандидатуру на выборы в Османский парламент, но проиграл Халиду аль-Барази). Непродолжительное время обучался в иезуитском институте в Бейруте. В 1932 был вовлечён в покушение на жизнь профранцузски настроенного премьер-министра Сирии Субхи Бараката. Изучал юриспруденцию в университете Дамаска, окончил университет в 1936 году. В 1941 году в качестве волонтёра участвовал в антибританском восстании в Ираке, под руководством Рашида Али аль-Гайлани. В 1948 году в качестве волонтёра принимал участие в Первой арабо-израильской войне. Акрам аль-Хаурани скончался в Аммане в возрасте 84 лет. После его смерти были опубликованы его мемуары.

## Политическая карьера

### Начальный этап
Во время обучения в университете вступил в Сирийскую социальную националистическую партию Антуна Саада. После подавления восстания Рашида Али аль-Гайлани аль-Хаурани вернулся в Сирию, где вступил в Национальный блок — организацию, возглавлявшую политическую борьбу Сирии за освобождение от Франции. В 1943 году он, в качестве члена Блока, баллотировался в сирийский парламент и победил (он был переизбран на последующих выборах в 1947, 1949, 1954 и 1962 годах). Вскоре аль-Хаурани отмежевался от Национального блока и возглавил группу социалистически настроенных членов парламента, а в 1946 году основал Арабскую социалистическую партию.

### Перевороты 1949 года
Участие аль-Хаурани в военных действиях против Британии в Ираке и в войне с Израилем, а также его панарабские убеждения, снискали ему любовь и уважение армейских офицеров. Именно его близкие отношения с армейскими кругами стали основой того влияния, которое он оказывал на политическую жизнь Сирии в конце 40-х — начале 50-х годов. В марте 1949 года аль-Хаурани, вместе с генералом Хусни аз-Заимом, спланировали и успешно совершили военный переворот. В результате, аз-Заим стал главой сирийского правительства, а аль-Хаурани — его советником и спичрайтером. Однако вскоре между ними произошёл разрыв, связанный, в первую очередь, с тем, что аз-Заим выдал ливанским властям Антуна Саада, который до этого предпринял неудавшуюся попытку свержения правительства Башара аль-Хури. В августе аль-Хаурани, вместе с другим армейским офицером и сторонником ССНП Сами аль-Хинави, сверг аз-Заима. Во время короткого правления аль-Хинави аль-Хаурани сначала занимал пост министра сельского хозяйства, а затем — министра обороны. Аль-Хаурани был резко против политики сближения с Ираком, находившимся тогда под сильным влиянием Британии, которую проводил аль-Хинави. В декабре 1949 года аль-Хаурани спланировал третий переворот, возглавил который его товарищ детства, родственник и бывший член ССНП Адиб аш-Шишакли. После переворота аль-Хаурани помог аш-Шишакли создать марионеточное правительство. Аль-Хаурани укрепил и свои позиции. Почувствовав это, аш-Шишакли постарался ослабить его влияние, и вынудил аль-Хаурани уехать в Ливан, где тот сошёлся с Мишелем Афляком, лидером партии Баас. В 1954 года аль-Хаурани принял участие в свержении аш-Шишакли.

### Аль-Хаурани и Объединённая Арабская Республика
После свержения Адиба аш-Шишакли аль-Хаурани присоединился к возглавлявшемуся Гамалем Насером Движению арабского национализма. Он поддержал сторонника сближения с Насером Шукри аль-Куатли, а в октябре 1957 года стал спикером парламента Сирии, сменив на этом посту настроенного против сближения с Насером Назима аль-Кудси. В 1957—1958 годах аль-Хаурани возглавлял сирийскую делегацию на переговорах по вопросу объединения с Египтом. После образования ОАР он был назначен вице-президентом республики. Его основной деятельностью при Насере была земельная реформа, суть которой заключалась в перераспределении земли. Многие крупные землевладельцы Сирии были разорены, но популярность аль-Хаурани среди крестьян была настолько велика, что Насер отстранил аль-Хаурани от дел. Это послужило причиной разочарования аль-Хаурани в Насере и союзе с Египтом. В 1961 году аль-Хаурани поддержал выход Сирии из ОАР.

### Завершение карьеры
Антиюнионистские действия аль-Хаурани вызвали охлаждение его отношений с партией Баас, остававшейся сторонницей союза с Египтом. При президенте Назиме аль-Кудси аль-Хаурани возглавлял большую группу депутатов в парламенте. После прихода к власти баасистов в 1963 году, аль-Хаурани был лишён гражданства Сирии и выслан из страны. Он жил в Ираке и Франции, и там до конца жизни вёл деятельность политика в изгнании.

## Убеждения и взгляды
Аль-Хаурани отличался крайне радикальными социалистическими взглядами. Он был одним из первых политиков в арабском мире, кто заговорил о кардинальном перераспределении земли, о необходимости положить конец феодализму, доминированию города над деревней. Аль-Хаурани также был сторонником панарабского проекта Великой Сирии. Аль-Хаурани часто обвиняли в политическом оппортунизме.